# Марков, Алексей Иванович
Алексей Иванович Марков (2 января 1921, Московская губерния — 1 апреля 1966, Москва — лётчик-ас, командир звена 32-го гвардейского истребительного авиационного полка, Герой Советского Союза (1945).

## Биография
Родился 2 января 1921 года в деревне Репниково Подольского уезда Московской губернии. Русский. В 1935 году окончил 7 классов школы в деревне Венюково, в 1937 году — школу ФЗУ при Венюковском механическом заводе. Работал слесарем-инструментальщиком на Подольском механическом заводе и Венюковском механическом заводе. В 1939 году окончил Подольский аэроклуб.
В армии с марта 1940 года. В 1940 году окончил Качинскую военную авиационную школу лётчиков, был оставлен в ней лётчиком-инструктором.
Участник Великой Отечественной войны: в июле 1942 — мае 1945 — лётчик, старший лётчик, командир звена, заместитель командира и командир авиаэскадрильи 434-го истребительного авиационного полка. Воевал на Сталинградском, Донском, Калининском, Северо-Западном, Брянском, 1-м Прибалтийском, 3-м и 1-м Белорусских фронтах. Участвовал в Сталинградской и Курской битвах, освобождении Белоруссии и Прибалтики, Берлинской операции. За время войны совершил 290 боевых вылетов на истребителях Як-7, Як-1, Ла-5 и Ла-7, в 68 воздушных боях лично сбил 19 самолётов противника.
За мужество и героизм, проявленные в боях, указом Президиума Верховного совета СССР от 23 февраля 1945 года гвардии старший лейтенант Марков Алексей Иванович, командир звена 32-го гвардейского истребительного авиационного полка 3-й гвардейской истребительной авиационной дивизии 1-го гвардейского истребительного авиационного корпуса 3-й воздушной армии удостоен звания Героя Советского Союза с вручением ордена Ленина и медали «Золотая Звезда» (№ 5338).
В 1946 году окончил Высшую офицерскую лётно-тактическую школу ВВС. Продолжал службу в ВВС командиром авиаэскадрильи. С 1948 года — командир отдельной авиаэскадрильи связи. С июня 1953 года подполковник А. И. Марков — в запасе.
Вновь в армии с мая 1954 года. До сентября 1954 года служил заместителем командира авиаэскадрильи в учебно-тренировочном авиаполку. С октября 1954 года — командир корабля в Полярной авиации. С марта 1955 года подполковник А. И. Марков — в запасе.
До 1957 года продолжал работать в Полярной авиации; летал командиром экипажа на самолётах Ан-2 и Ли-2, затем был назначен командиром особой авиаэскадрильи. Осуществлял ледовую разведку, проводку караванов судов в Заполярье и аэрофотосъёмку.
С 1959 года работал старшим диспетчером и начальником диспетчерской группы на заводе в городе Химки Московской области.
Жил в Москве по адресу: 3-я Песчаная улица, 5. Умер 1 апреля 1966 года. Похоронен на Головинском кладбище в Москве.
Награждён орденом Ленина, 2 орденами Красного Знамени, орденами Александра Невского, Отечественной войны 1-й степени, медалями.
В городе Чехов Московской области его именем названы улица и школа.